# Aberto Santa Catarina De Tenis 2011
L'Aberto Santa Catarina De Tenis 2011 è stato un torneo professionistico di tennis maschile giocato sulla terra rossa. È stata la 6ª edizione del torneo, che fa parte dell'ATP Challenger Tour nell'ambito dell'ATP Challenger Tour 2011. Si è giocato a Blumenau in Brasile dall'11 al 17 aprile 2011.

## Partecipanti

### Teste di serie
| Nazionalità | Giocatore         | Ranking* | Testa di serie |
| ----------- | ----------------- | -------- | -------------- |
| Brasile     | Ricardo Mello     | 86       | 1              |
| Brasile     | Marcos Daniel     | 106      | 2              |
| Brasile     | João Souza        | 126      | 3              |
| Francia     | Éric Prodon       | 128      | 4              |
| Argentina   | Diego Junqueira   | 141      | 5              |
| Argentina   | Leonardo Mayer    | 160      | 6              |
| Giappone    | Tatsuma Itō       | 166      | 7              |
| Ecuador     | Giovanni Lapentti | 170      | 8              |

- Ranking al 4 aprile 2011.

### Altri partecipanti
Giocatori che hanno ricevuto una wild card:
- Marcelo Demoliner
- Thiago Monteiro
- Thales Turini
- Bruno Volkmann

Giocatori che hanno ricevuto uno Special Exemption per entrare nel tabellone principale:
- Tiago Fernandes
- Javier Martí

Giocatori che sono passati dalle qualificazioni:
- Martín Alund
- Aljaž Bedene
- André Ghem
- Martín Vassallo Argüello

## Campioni

### Singolare
José Acasuso ha battuto in finale  Marcelo Demoliner, 6–2, 6–2

### Doppio
Franco Ferreiro /  André Sá hanno battuto in finale  Adrián Menéndez Maceiras /  Leonardo Tavares, 6–2, 3–6, [10–4]